# インド国民会議
インド国民会議（インドこくみんかいぎ、英語: Indian National Congress、略称：INC、ヒンディー語: भारतीय राष्ट्रीय कांग्रेस）は、インドの政党。日本語では慣例的に国民会議派とも称される。世界ではインド人民党、中国共産党に次いで規模が大きい政党である。中道左派で社会民主主義を掲げる場合もあるが、同時に保守およびポピュリズムの傾向やインドの財界・財閥との関係も強い。さらに経済政策に新自由主義の傾向があるとされる場合もあり、包括政党の様相を呈している。

## 歴史

### 発足当初

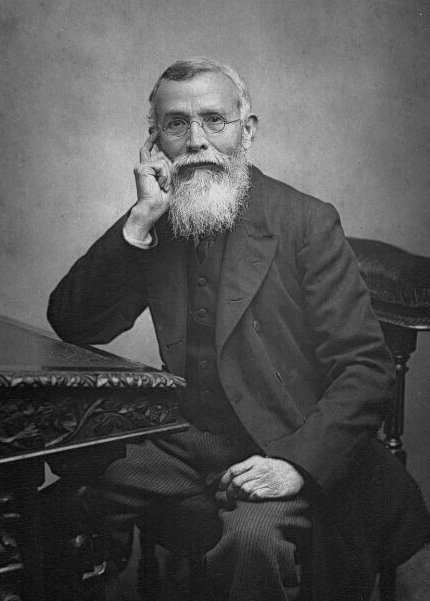
創設者のひとり、ダーダーバーイー・ナオロージー（1892年）

1885年、英領インドのボンベイ（現・ムンバイ）で、72人の代表を集めて第1回の会議が開催された。この会議は、インドにおける人種差別的行政に憤ったイギリス人官僚、アラン・オクタヴィアン・ヒューム（教育行政に尽力した官僚だが、インドでは鳥類の研究者としての方が有名）がインド人初のイギリス下院議員となったダーダーバーイー・ナオロージーらとともに、インド知識人層の不満を吸収しつつ、インド人の政治参加を漸次拡大するための体制補完的、穏健的な団体として設立したもので、当初は、年末の4日間だけ活動する程度のものであった。これは、当時のインド総督の承認のもと開催され、「急増する反英勢力への安全弁」としての役割を期待されていた。

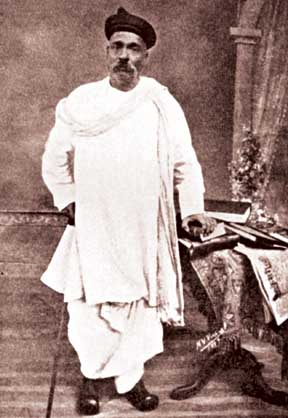
バール・ガンガーダル・ティラク（1910年頃）

しかし、19世紀末よりバール・ガンガーダル・ティラク、オーロビンド・ゴーシュなどの急進派が台頭し、公然とスワラージ（自治・独立）を掲げる姿勢を見せた。先んじて1883年に全インド国民協議会を結成し、人種差別に反対していたS・バネルジーも全インド的な民族運動団体の設立を目指し合流し、穏健派を形成（後に脱退）した。
設立当初のメンバーは、教育を受けた中間層エリート、産業界の代表らから成り、大衆にまで広く浸透していた団体とはいえなかったが、一貫して「民族的団結の強調」「英国による対印抑圧政治の批判」「民衆の貧困」を強調したことは、民族運動初期のインド大衆世論の形成に大きな役割を果たした。

### 国民会議カルカッタ大会
1905年、インド総督カーゾンによって定められたベンガル分割令（カーゾン法）は、反英抵抗運動の分断を図るものとみなされた。これに対し、1906年にカルカッタ（現・コルカタ）で開催された国民会議で、急進派の主導によってカルカッタ大会4綱領が採択された。内容は英貨排斥（イギリス商品のボイコット）、スワデーシー（国産品愛用）、スワラージ（自治・独立）、民族教育の4つであった。しかし、カルカッタ大会の後に、穏健派と急進派は分裂状態となった。当時の急進派の中心人物であったティラクが投獄されたこともあり、再び国民会議は穏健派主導となった。

### 第一次大戦後の国民会議

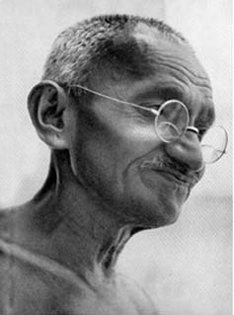
マハトマ・ガンディー（1929年）

第一次世界大戦後にマハトマ・ガンディー、ジャワハルラール・ネルー、チャンドラ・ボースらが加わり、インド独立に大きな役割を果たした。1915年に南アフリカ連邦から帰国してから地方の闘争で成果をあげていたガンディーは、独自の指導でネルーらの左派とパテルらの右派に分裂していた国民会議を統一した。1919年のアムリットサル事件ののち、1920年にはガンディーの「非暴力」（「無抵抗」ではなく「市民的不服従」の意味）を綱領として採択し、地方組織を強化して本格的な政党となった。国民会議が展開した非暴力運動の中ではとりわけ、1930年にガンディーの指導で展開された塩の行進が有名である。

### インドの独立とネルー

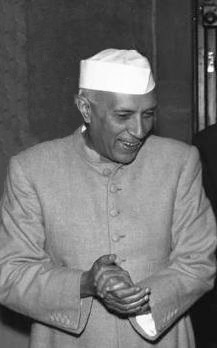
ジャワハルラール・ネルー（1959年）

1947年8月にインドがパキスタンと分離して独立すると国民会議は議会政党として与党となった。ネルーが首相となり、政治的には左右両派を内包した包括政党としての地位を背景に一党優位体制「コングレスシステム」と政教分離主義（セキュラリズム、世俗主義）を、経済的には社会主義型の開発を、国際的には反米親ソの非同盟中立外交を展開した。以後、ネルーが1964年に現職首相のまま死去するまで同党を基盤に強大な権力を振るった。ネルーの後はラール・バハードゥル・シャーストリーが首相となった。

### インディラ・ガンディー時代
その後、1966年のシャーストリーの死去後、今度はネルーの娘であるインディラ・ガンディーが首相に就任した。インディラは「シンジケート」といわれた長老グループや党内右派を強力なリーダーシップで排除。1971年には第三次印パ戦争の勝利でインディラ時代は絶頂を迎えた。
しかし彼女自身の選挙違反事件に対して1975年、非常事態を宣言し反対勢力を強権で排除、野党を弾圧したことに対して批判が集まり、1977年のローク・サバー（下院）総選挙で急きょ結成されたジャナタ党に大敗。インディラ自身も落選し、国民会議は独立から独占してきた政権を初めて失うこととなった。
その後の1980年の総選挙ではジャナタ党が分裂・崩壊状態にあったため国民会議は政権に復帰。インディラも首相に返り咲き、以後1984年に暗殺されるまで彼女の政権が続いた。

### ネルー・ガンディー王朝

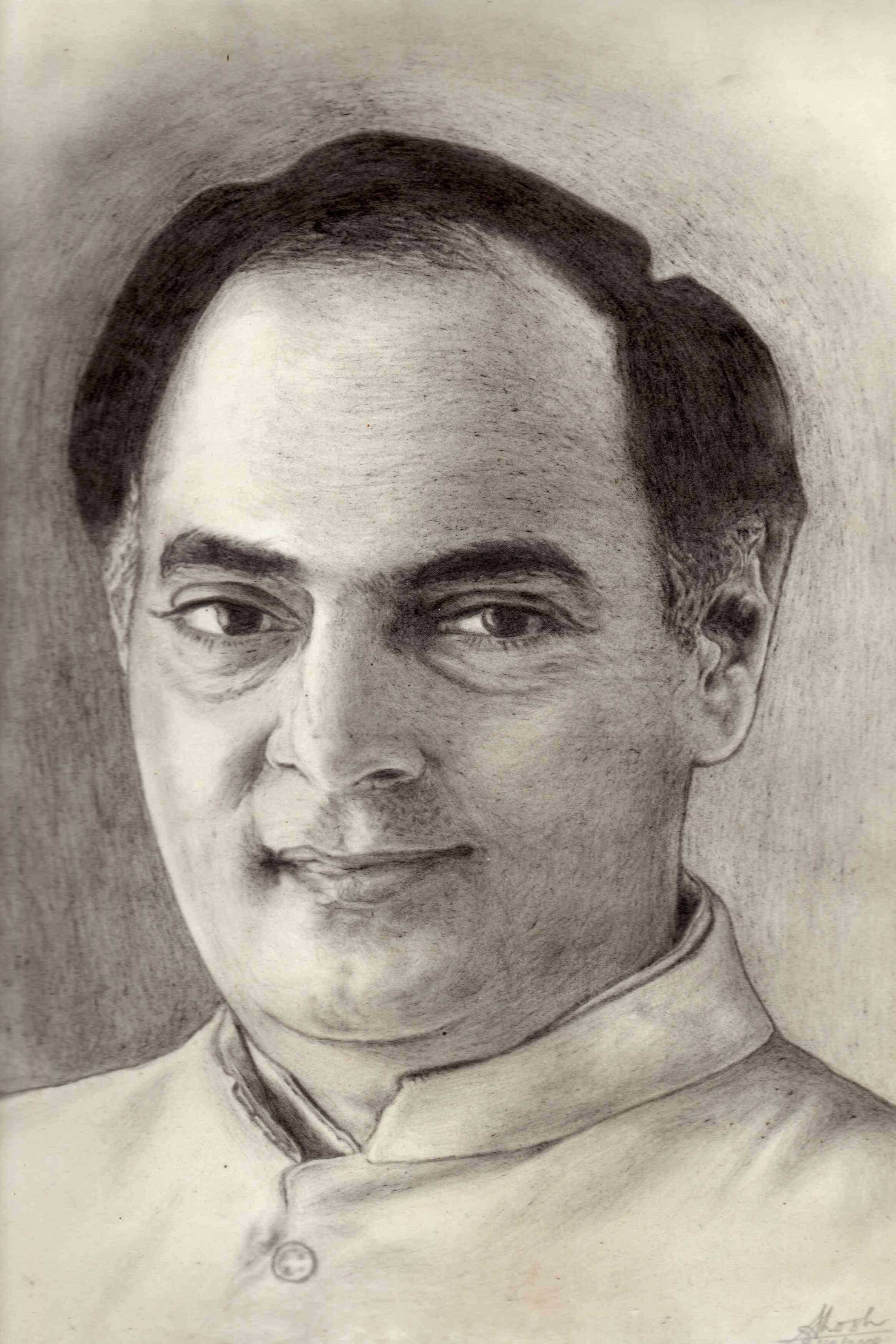
ラジーヴ・ガンディー（スケッチ）

インディラの暗殺後、首相となったのはインディラの長男ラジーヴ・ガンディーだった。インディラ時代にガンディー家のリーダーシップが確立されており、そのカリスマに頼る体質が国民会議という政党全体に染み込んでいたためであった。さらに同時に党の汚職体質も強まっていた。1989年のローク・サバー総選挙では政治改革を掲げるジャナタ・ダルやインド人民党、共産党などの野党に敗れ、再び下野することになった。
だがジャナタ・ダル政権は再び非・国民会議各党間の足並みの乱れから崩壊。それに伴って行われた1991年の総選挙では国民会議の政権復帰とラジーヴの首相返り咲きは確実と思われたが、選挙運動中にラジーヴもまた暗殺されてしまった（ガンディー家の悲劇）。
しかし党としての国民会議はこの選挙で政権に復帰した。そこで党長老のナラスィンハ・ラーオが首相となり、マンモハン・シンを蔵相として経済改革を開始した。この時期の国民会議について、例えばネール大学政治学研究所のアシュワニ所長は既に腐敗で独立運動等の歴史的遺産くいつぶしネールやインディラガンジーのカリスマにたよるファミリー政党に化し、全国政党の名に値しないと評している。
1996年のローク・サバー総選挙ではまたも汚職体質への批判が集まって政権を失い、ジャナタ・ダルそしてインド人民党のアタル・ビハーリー・ヴァージペーイー首相に政権の座を明け渡し、10年近い野党暮らしを強いられることとなった。この間、党内ではガンディー家のカリスマに再び頼る声が強まり、1999年にはラジーヴ・ガンディー元首相の未亡人であるソニア・ガンディーを党総裁に選出した。

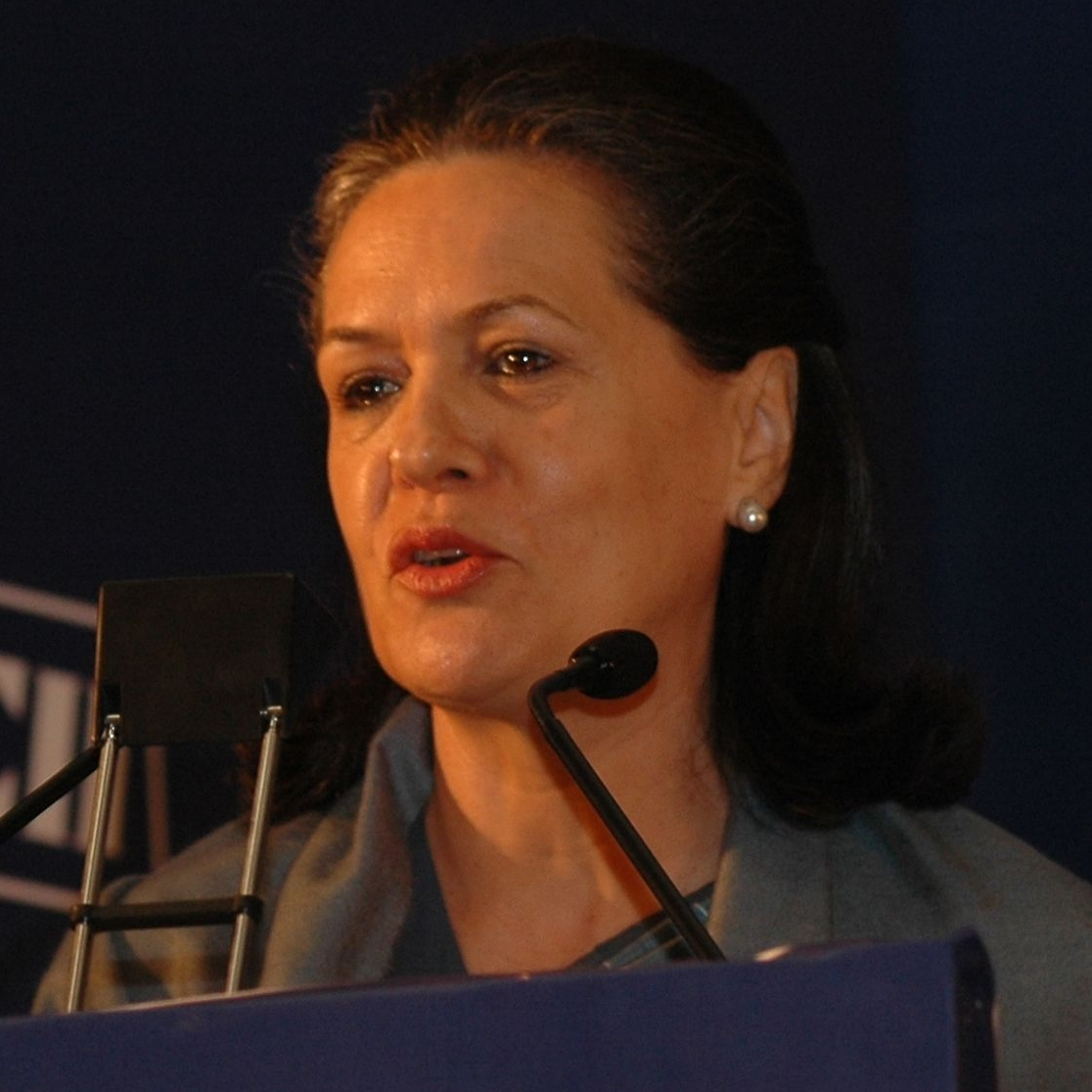
ソニア・ガンディー（2006年）

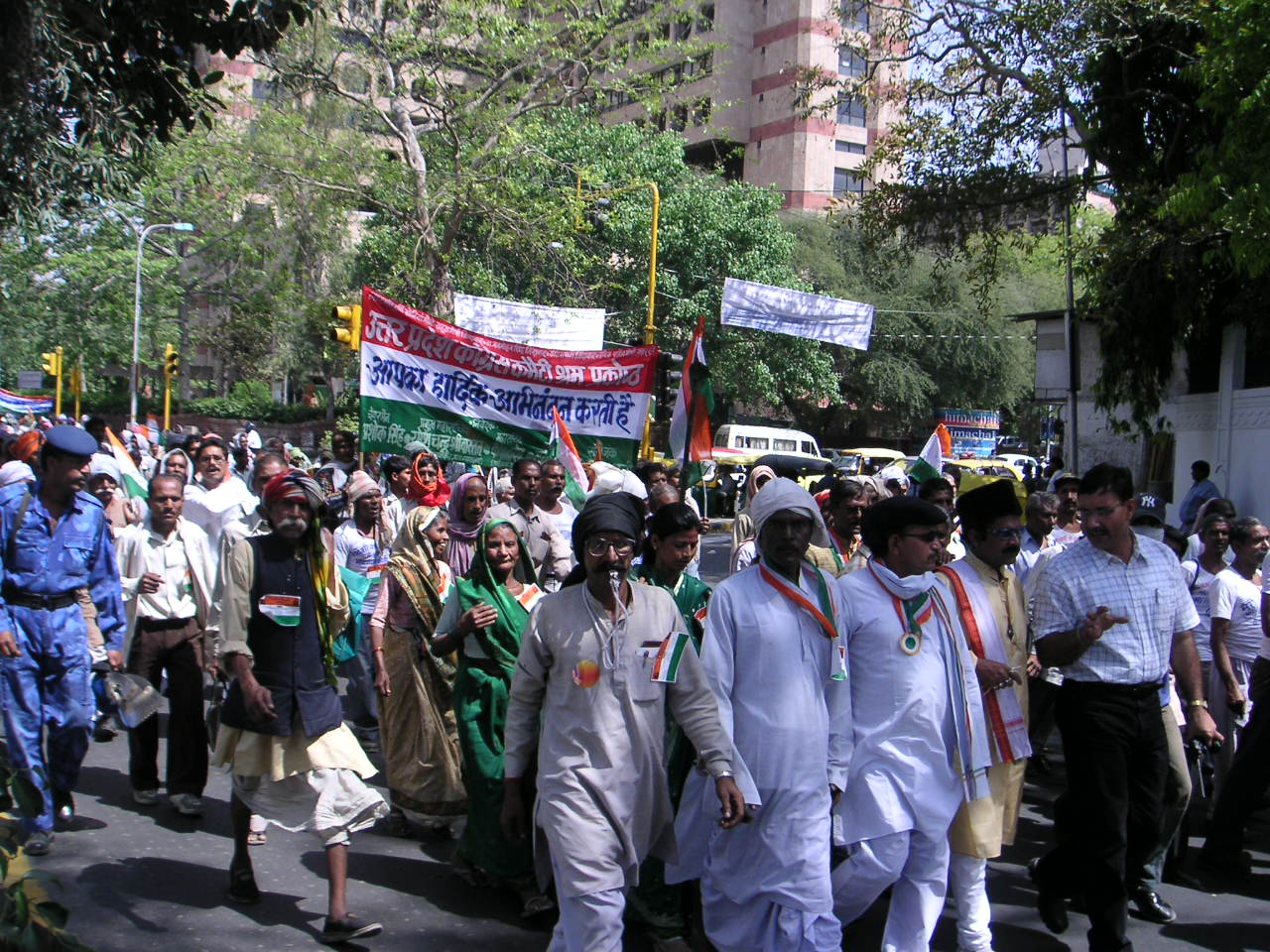
インド国民会議の行進（デリーにて）

2004年のローク・サバー（下院）総選挙ではソニア総裁を先頭に統一進歩同盟（United Progressive Alliance：UPA）の中心となって145議席を獲得して第1党に復帰、政権を奪還することに成功した。ソニアの首相就任は確実と思われたが、そのソニアの裁定により経済運営の実績が見込まれたマンモハン・シンが首相に指名され、政権を樹立した。また2004年の総選挙ではソニア総裁の長男ラーフル・ガンディーが当選し、同党の次世代ホープと目されている。
2009年のローク・サバー総選挙では党勢をさらに伸ばし206議席を獲得して勝利し、第二次シン政権が誕生した。

### 野党転落
2014年のローク・サバー総選挙では44議席しか獲得できず、インド人民党率いる国民民主連合に敗れ野党に転落した。2019年のローク・サバー総選挙でも議席は52議席と前回より増えたものの、野党のままである。

## 名称
日本語訳が異なるので判りにくいが、南アフリカ共和国のアフリカ民族会議（ANC：African National Congress）の党名も、この党に範をとっている。ほかにもネパール会議派、マレーシア・インド人会議などインドと関係が深い政党がよく「会議（コングレス）」の名称を採用する。

## 選挙結果
| 年   | 党首                       | 獲得議席数 | 増減 | 得票率 |
| ---- | -------------------------- | ---------- | ---- | ------ |
| 1934 | ブーラバイ・デーサーイー   | 42 / 147   | 42   |        |
| 1945 | サラト・チャンドラ・ボース | 59 / 102   | 17   |        |
| 1951 | ジャワハルラール・ネルー   | 364 / 489  |      | 44.99% |
| 1957 | ジャワハルラール・ネルー   | 371 / 494  | 7    | 47.78% |
| 1962 | ジャワハルラール・ネルー   | 361 / 494  | 10   | 44.72% |
| 1967 | インディラ・ガンディー     | 283 / 520  | 78   | 40.78% |
| 1971 | インディラ・ガンディー     | 352 / 518  | 69   | 43.68% |
| 1977 | インディラ・ガンディー     | 153 / 542  | 199  | 34.52% |
| 1980 | インディラ・ガンディー     | 351 / 542  | 198  | 42.69% |
| 1984 | ラジーヴ・ガンディー       | 415 / 533  | 64   | 49.01% |
| 1989 | ラジーヴ・ガンディー       | 197 / 545  | 218  | 39.53% |
| 1991 | ナラシンハ・ラーオ         | 244 / 545  | 47   | 35.66% |
| 1996 | ナラシンハ・ラーオ         | 140 / 545  | 104  | 28.80% |
| 1998 | シタラム・ケスリ           | 141 / 545  | 1    | 25.82% |
| 1999 | ソニア・ガンディー         | 114 / 545  | 27   | 28.30% |
| 2004 | ソニア・ガンディー         | 145 / 543  | 32   | 26.7%  |
| 2009 | マンモハン・シン           | 206 / 543  | 61   | 28.55% |
| 2014 | ラーフル・ガンディー       | 44 / 543   | 162  | 19.3%  |
| 2019 | ラーフル・ガンディー       | 52 / 543   | 8    | 19.5%  |
| 2024 | マリカルジュン・カルゲ     | 99 / 543   | 47   | 21.19% |